# Finn Fisher-Black
Finn Fisher-Black (* 21. Dezember 2001 in Benenden) ist ein neuseeländischer Radrennfahrer.

## Werdegang
Als Nachwuchsfahrer war Fisher-Black in verschiedenen Radsportdisziplinen aktiv und wurde neuseeländischer Meister sowohl im Cyclocross wie auch auf der Straße. Im Bahnradsport wurde er 2018 ozeanischer Juniorenmeister im Scratch und Weltmeister in der Mannschaftsverfolgung. 2019 wurde er ozeanischer Juniorenmeister im Straßenrennen und im Einzelzeitfahren.
Im Erwachsenenbereich konzentrierte sich Fischer-Black auf den Straßenradsport und schloss sich 2020 dem niederländischen Jumbo-Visma Development Team an. Nachdem er die Bergwertung der New Zealand Cycle Classic für sich entscheiden konnte, wurde er 2020 neuseeländischer U23-Meister im Einzelzeitfahren. Im Jahr darauf gewann er das Mannschaftszeitfahren und eine Bergankunft der New Zealand Cycle Classic und somit seine ersten internationalen Elitewettbewerbe. Es folgte mit der Gesamtwertung der Istrian Spring Trophy sein erster Rundfahrterfolg. Im Juli 2021 wurde bekannt, dass Fisher-Black nicht vom Development Team zum UCI WorldTeam wechseln werde, sondern ein sehr hoch dotiertes Angebot vom UAE Team Emirates erhalten habe. Hierüber kam es zu einem Zerwürfnis mit seinem bisherigen Arbeitgeber und zur sofortigen Vertragsauflösung.

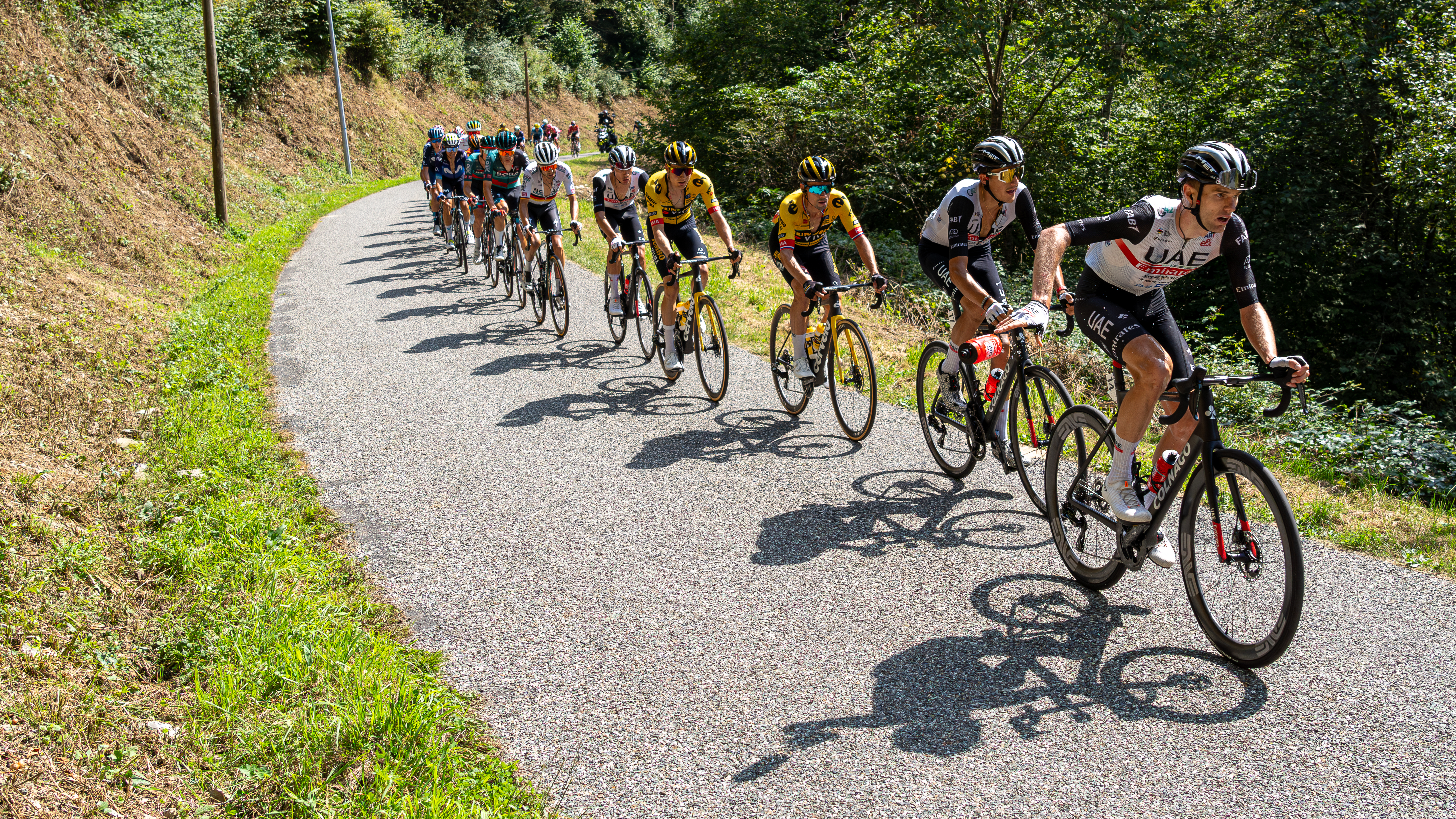
Finn Fisher-Black (1. Position) bei der Vuelta a España 2023

Sein erstes Rennen für das UAE Team Emirates bestritt Fisher-Black bei der Prueba Villafranca de Ordizia am 25. Juli 2021. Im Jahr 2022 kam er auf der vierten Etappe der Boucles de la Mayenne zu Sturz und zog sich einen Bruch des Oberschenkels zu. In seiner Comeback-Saison gewann er beim Giro di Sicilia 2023 die Auftaktetappe und führte die Gesamtwertung für drei Tage an, ehe er das Führungstrikot am abschließenden Abschnitt an Alexei Luzenko abgeben musste. Als Gesamtvierter entschied er jedoch die Nachwuchswertung für sich. Am Ende der Saison gab er bei der Vuelta a España 2023 sein Grand-Tour-Debüt und belegte auf der 16. Etappe hinter dem zweifachen Tour-de-France-Sieger Jonas Vingegaard den zweiten Platz. In der Gesamtwertung wies er schlussendlich als 40. einen Rückstand von rund zwei Stunden auf. Im Jahr 2024 gewann er zunächst die Muscat Classic, ehe er eine Etappe der Oman-Rundfahrt für sich entschied. Als Dritter der Gesamtwertung sicherte er sich zudem die Nachwuchs- und Punktewertung. Bei Paris–Nizza gewann er mit seinen Teamkollegen das Mannschaftszeitfahren der 3. Etappe und trug für einen Tag das Weiße Trikot des besten Nachwuchsfahrers, ehe er die letzte Etappe der Asturien-Rundfahrt im Sprint aus einer kleinen Gruppe für sich entschied. Am Ende der Saison wurde er hinter Sepp Kuss und Max Poole Gesamtdritter der Burgos-Rundfahrt.
Bereits am 14. August des Jahres 2024 wurde der Wechsel des damals 22-jährigen Neuseeländers zum deutschen UCI WorldTeam Red Bull-Bora-hansgrohe bekanntgegeben. Nach seinem dritten Gesamtrang bei der Tour Down Under 2025 wurde er erstmals neuseeländischer Meister im Einzelzeitfahren der Elite-Klasse.

## Familie
Finn ist der jüngere Bruder von Niamh Fisher-Black, die ebenfalls Radrennfahrerin ist.

## Erfolge
2016
- Neuseeländischer Meister – Cyclocross (Jugend)

2017
- Neuseeländischer Meister – Straßenrennen, Einzelzeitfahren (Jugend)

2018
- Ozeanienmeister – Scratch (Junioren)
- Neuseeländischer Meister – Einzelzeitfahren (Junioren)
- Weltmeister – Mannschaftsverfolgung (Junioren)

2019
- Ozeanienmeister – Straßenrennen, Einzelzeitfahren (Junioren)

2020
- Bergwertung New Zealand Cycle Classic
- Neuseeländischer Meister – Einzelzeitfahren (U23)

2021
- zwei Etappen New Zealand Cycle Classic
- Neuseeländischer Meister – Einzelzeitfahren (U23)
- Gesamtwertung Istrian Spring Trophy

2023
- eine Etappe und Nachwuchswertung Giro di Sicilia

2024
- Muscat Classic
- eine Etappe, Punktewertung und Nachwuchswertung Oman-Rundfahrt
- eine Etappe Asturien-Rundfahrt

2025
- Neuseeländischer Meister – Zeitfahren

## Grand Tour-Platzierungen
| Grand Tour            | 2023 | 2024 |
| --------------------- | ---- | ---- |
| Giro d’ItaliaGiro     | –    | –    |
| Tour de FranceTour    | –    | –    |
| Vuelta a EspañaVuelta | 40   | –    |